# Белорусско-бурундийские отношения
Белорусско-бурундийские отношения — двусторонние дипломатические отношения между Беларусью и Бурунди, установленные 24 июля 1992 года. Двусторонняя торговля была незначительна и в отдельные годы поставок между Беларусью и Бурунди не было.

## История
Беларусь и Бурунди установили дипломатические отношения 24 июля 1992 года.

## Экономическое сотрудничество
Объём двусторонней торговли был незначителен. В 2005 году белорусский экспорт в Бурунди составил 28,7 тысяч долларов. Бурундийские поставки в Беларусь в 2005 году составили 3,2 тысячи долларов. Двусторонняя торговля носила эпизодический характер. Так, в 2002—2008 годах единственным товаром, который поставлялся из Беларуси в Бурунди был кофе. В 2005 году были поставки белорусских удобрений. В 1999 году и в 2004—2005 годах из Беларуси в Бурунди осуществлялись поставки светильников, автозапчастей, телекоммуникационного оборудования, дорожных механических транспортных средств. В некоторые годы поставок между Беларусью и Бурунди не было вовсе.